# Princeps senatus
De Princeps senatus (Meervoud: principes senatus) was de leidende figuur in de Senaat. Hoewel het geen ambt in de cursus honorum was en geen imperium inhield, bracht deze functie de drager een groot aanzien (auctoritas).
De princeps senatus was niet, zoals de meeste andere Romeinse ambten, een titel verbonden aan een bepaalde leeftijd. De aanstelling wordt door de censores (dus om de vijf jaar) bepaald, of deze konden de huidige dragers periode voor vijf jaar verlengen. De princeps senatus wordt - meestal - onder de rangen van de patricische senatoren met consulaire rang gekozen. Meestal was het een voormalig censor met een voortreffelijke politieke loopbaan.
Zijn belangrijkste officiële functie oefende hij in de eerste plaats uit bij formele stemmingen in de senaat. Met zijn stemaangifte (sententia) kon de princeps senatus de senatoren van lagere rang beïnvloeden. Ook kon hij soms een grote, doch niet formele invloed gehad hebben in de senaat.
De typische taken van een moderne parlementsvoorzitter (opening en sluiten van de senaatszittingen, vastlegging van de dags- en zittingsorde, enz.) viel officieel toe aan de ambtenaren, waarop de senaat zich beroep deed (consul, praetor of tribunus plebis), toch kon ook hier de princeps senatus door zijn auctoritas medestemmingschap gekregen hebben.
Om te voorkomen dat een princeps senatus  te machtig werd, werd hij bij te grote machtsopbouw geïsoleerd. Toen er echter twee mannen aanspraak maakten op de titel van princeps senatus (Gnaius Pompeius Magnus maior en Gaius Iulius Caesar) en deze ook effectief hun invloed lieten gelden, wist de senaat niet meer van welk hout pijlen te maken. Toen beide rivalen, die naar aloude Romeinse traditie politiek "geïsoleerd" werden, zich naar elkaar richten en het Eerste Triumviraat vormden, werd hiermee het begin van het einde van de Romeinse Republiek ingezet.
Aan het eind van de Romeinse Republiek leverde de familie van de Iulii Caesares voortaan de princeps senatus. Over het algemeen werd de Romeinse keizer nu princeps senatus. Desalniettemin, tijdens de crisis van de 3e eeuw, hielden anderen dan de keizer deze titel: de toekomstige keizer Valerianus I hield de titel in 238, gedurende de regeringen van Maximinus Thrax en Gordianus I.

## Onvolledige lijst vanprincipes senatus
- ca. 275 v.Chr. - Quintus Fabius Maximus Rullianus[1]
- ca. 265 v.Chr. - Quintus Fabius Maximus Gurges[1]
- 214 v.Chr. – Marcus Fabius Buteo
- 209 v.Chr. – Quintus Fabius Maximus Verrucosus
- 199 v.Chr. – Publius Cornelius Scipio Africanus maior
- 184 v.Chr. – Lucius Valerius Flaccus
- 179 v.Chr. – Marcus Aemilius Lepidus
- 147 v.Chr. – Publius Cornelius Scipio Nasica Corculum
- 142 v.Chr. – Publius Cornelius Scipio Nasica Corculum
- 136 v.Chr. – Appius Claudius Pulcher
- 131 v.Chr. – Lucius Cornelius Lentulus Lupus
- 125 v.Chr. – Publius Cornelius Lentulus
- 115 v.Chr. – Marcus Aemilius Scaurus
- 86 v.Chr. – Lucius Valerius Flaccus
- 28 v.Chr. - Imperator Caesar Augustus